# Élections municipales de 2014 en Nouvelle-Calédonie
Les élections municipales se sont déroulées les 23 et 30 mars 2014 en Nouvelle-Calédonie.

## Maires sortants et maires élus
Le scrutin est marqué par de nombreux changements. Les indépendantistes de l'UPM gagnent Belep, mais s'inclinent à Ponérihouen face à l'Union Calédonienne, également indépendantiste. Ces derniers effectuent une percée en emportant Hienghène, Houaïlou, Île des Pins, Kaala-Gomen et Thio. Les indépendantistes du Palika connaissent un bilan plus mitigé : d'abord battus par l'UC, ils font face à un revers à Kouaoua. Mais ils l'emportent à Ouégoa, Ouvéa et Yaté. Les centristes gagnent Farino, Poya, Sarraméa, mais surtout Nouméa, le chef-lieu. La droite est la grande perdante du scrutin avec les revers essuyés à la fois contre les modérés et les indépendantistes.
| Commune      | Population | Maire sortant                | Parti | Parti  | Maire élu              | Parti | Parti  |
| ------------ | ---------- | ---------------------------- | ----- | ------ | ---------------------- | ----- | ------ |
| Belep        | 895        | Albert Wahoulo               |       | FCCI   | Jean-Baptiste Moilou   |       | UPM    |
| Boulouparis  | 2 418      | Alain Lazare                 |       | R-UMP  | Alain Lazare           |       | R-UMP  |
| Bourail      | 4 999      | Jean-Pierre Aïfa             |       | CE     | Brigitte El Arbi       |       | CE     |
| Canala       | 3 341      | Gilbert Tyuienon             |       | UC     | Gilbert Tyuienon       |       | UC     |
| Dumbéa       | 26 779     | Georges Naturel              |       | R-UMP  | Georges Naturel        |       | R-UMP  |
| Farino       | 598        | Ghislaine Arlie              |       | R-UMP  | Régis Roustan          |       | CE     |
| Hienghène    | 2 399      | Jean-Pierre Djaïwé           |       | Palika | Daniel Goa             |       | UC     |
| Houaïlou     | 3 945      | Valentine Eurisouké          |       | Palika | Pascal Sawa            |       | UC     |
| Île des Pins | 1 969      | Hilarion Vendégou            |       | R-UMP  | Sarah Vendégou         |       | UC     |
| Kaala-Gomen  | 1 931      | Alain Levant                 |       | FCCI   | Hervé Tein-Taouva      |       | UC     |
| Koné         | 5 772      | Joseph Goromido              |       | Palika | Joseph Goromido        |       | Palika |
| Kouaoua      | 1 345      | William Nomai                |       | Palika | Alcide Ponga           |       | R-UMP  |
| Koumac       | 3 690      | Wilfrid Weiss                |       | AE     | Wilfrid Weiss          |       | AE     |
| La Foa       | 3 323      | Corine Voisin                |       | CE     | Corine Voisin          |       | CE     |
| Lifou        | 8 627      | Néko Hnepeune                |       | UC     | Robert Xowie           |       | UC     |
| Maré         | 5 417      | Basile Citré                 |       | LKS    | Pierre Ngaiohni        |       | UC     |
| Moindou      | 704        | Léon-Joseph Peyronnet        |       | CE     | Léon-Joseph Peyronnet  |       | CE     |
| Mont-Dore    | 25 683     | Éric Gay                     |       | R-UMP  | Éric Gay               |       | R-UMP  |
| Nouméa       | 97 579     | Jean Lèques                  |       | R-UMP  | Sonia Lagarde          |       | CE     |
| Ouégoa       | 2 132      | Joël Carnicelli              |       | UC     | Jacques Wahio          |       | Palika |
| Ouvéa        | 3 392      | Maurice Tillewa              |       | UC     | Boniface Ounou         |       | Palika |
| Païta        | 16 358     | Harold Martin                |       | AE     | Harold Martin          |       | AE     |
| Poindimié    | 4 818      | Paul Néaoutyine              |       | Palika | Paul Néaoutyine        |       | Palika |
| Ponérihouen  | 2 384      | André Gopoea                 |       | UPM    | Pierre-Chanel Tutugoro |       | UC     |
| Pouébo       | 2 416      | Joseph Pada                  |       | UC     | Jean-Baptiste Dalap    |       | UC     |
| Pouembout    | 2 078      | Robert Courtot               |       | CE     | Robert Courtot         |       | CE     |
| Poum         | 1 388      | Henriette Tidjine-Hmae       |       | UC     | Henriette Tidjine-Hmae |       | UC     |
| Poya         | 2 648      | François-Joseph Meandu-Poveu |       | UC     | Yasmina Metzdorf       |       | CE     |
| Sarraméa     | 636        | Prisca Holéro                |       | UC     | Alexandre Némébreux    |       | CE     |
| Thio         | 2 629      | Thierry Song                 |       | CE     | Jean-Patrick Toura     |       | UC     |
| Touho        | 2 247      | Alphonse Poinine             |       | Palika | Alphonse Poinine       |       | Palika |
| Voh          | 2 408      | Guigui Dounehote             |       | Palika | Guigui Dounehote       |       | Palika |
| Yaté         | 1 881      | Étienne Ouetcho              |       | PT     | Adolphe Digoué         |       | Palika |

## Résultats en nombre de mairies
| Partis                      | Partis                      | Maires sortants | Maires élus | Évolution |
| --------------------------- | --------------------------- | --------------- | ----------- | --------- |
|                             | FLNKS UC Palika UPM         | 16 8 7 1        | 19 11 7 1   | '+3 0     |
|                             | FCCI                        | 2               | 0           | -2        |
|                             | LKS                         | 1               | 0           | -1        |
|                             | PT                          | 1               | 0           | -1        |
| Total indépendantistes      | Total indépendantistes      | 20              | 19          | -1        |
|                             | CE                          | 4               | 7           | +3        |
|                             | FPU R-UMP AE LMD            | 8 6 2 0         | 6 4 2 0     | -2 0      |
|                             | UCF MPC RPC MRC             | 0               | 0           | 0         |
| Total anti-indépendantistes | Total anti-indépendantistes | 12              | 13          | +1        |
| Total Divers                | Total Divers                | 1               | 1           | 0         |

## Résultats par commune

### Bélep
- Maire sortant : Albert Wahoulo (FCCI)
- 15 sièges à pourvoir (population légale 2011 : 895 habitants)

| Tête de liste            | Tête de liste        | Liste          | Premier tour | Premier tour | Premier tour | Premier tour |
| Tête de liste            | Tête de liste        | Liste          | Voix         | %            | Sièges       | %            |
| ------------------------ | -------------------- | -------------- | ------------ | ------------ | ------------ | ------------ |
|                          | Jean-Baptiste Moilou | UC-UPM-Palika  | 359          | 55,15        | 8            | 53,33        |
|                          | Albert Wahoulo*      | FCCI           | 292          | 44,85        | 7            | 46,67        |
|                          |                      |                |              |              |              |              |
| Inscrits                 | Inscrits             | Inscrits       | 857          | 100,0        |              |              |
| Abstentions              | Abstentions          | Abstentions    | 198          | 23,1         |              |              |
| Votants                  | Votants              | Votants        | 659          | 76,9         |              |              |
| Blancs et nuls           | Blancs et nuls       | Blancs et nuls | 8            | 0,93         |              |              |
| Exprimés                 | Exprimés             | Exprimés       | 651          | 75,96        |              |              |
| * Liste du maire sortant |                      |                |              |              |              |              |

- Maire élu : Jean-Baptiste Moilou (UC)

### Boulouparis
- Maire sortant : Alain Lazare (R-UMP)
- 19 sièges à pourvoir (population légale 2011 : 2 418 habitants)

| Tête de liste            | Tête de liste     | Liste                    | Premier tour | Premier tour | Second tour | Second tour | Sièges | Sièges |
| Tête de liste            | Tête de liste     | Liste                    | Voix         | %            | Voix        | %           | Sièges | %      |
| ------------------------ | ----------------- | ------------------------ | ------------ | ------------ | ----------- | ----------- | ------ | ------ |
|                          | Alain Lazare*     | R-UMP                    | 698          | 34,2         | 886         | 42,6        | 14     | 73,68  |
|                          | Pascal Vittori    | Avenir ensemble - NC     | 604          | 29,59        | 867         | 41,68       | 3      | 15,79  |
|                          | Ronald Reed       | CE diss.                 | 261          | 12,79        | 867         | 41,68       | 1      | 5,26   |
|                          | Gaston Poiroi     | UC-Palika-UPM-RDO-PT-DUS | 270          | 13,23        | 327         | 15,72       | 1      | 5,26   |
|                          | Philippe Bourgine | MPC-UMP-RPC-MRC          | 129          | 6,32         |             |             |        |        |
|                          | Francis Juliard*  | CE                       | 79           | 3,87         |             |             |        |        |
|                          |                   |                          |              |              |             |             |        |        |
| Inscrits                 | Inscrits          | Inscrits                 | 2 553        | 100,0        | 2 554       | 100,0       |        |        |
| Abstentions              | Abstentions       | Abstentions              | 490          | 19,19        | 434         | 16,99       |        |        |
| Votants                  | Votants           | Votants                  | 2 063        | 80,81        | 2 120       | 83,01       |        |        |
| Blancs et nuls           | Blancs et nuls    | Blancs et nuls           | 22           | 0,86         | 40          | 1,57        |        |        |
| Exprimés                 | Exprimés          | Exprimés                 | 2 041        | 79,95        | 2 080       | 81,44       |        |        |
| * Liste du maire sortant |                   |                          |              |              |             |             |        |        |

- Maire élu : Alain Lazare (R-UMP)

### Bourail
- Maire sortant : Jean-Pierre Aïfa (CE)
- 27 sièges à pourvoir (population légale 2011 : 4 999 habitants)

| Tête de liste            | Tête de liste    | Liste              | Premier tour | Premier tour | Second tour | Second tour | Sièges | Sièges |
| Tête de liste            | Tête de liste    | Liste              | Voix         | %            | Voix        | %           | Sièges | %      |
| ------------------------ | ---------------- | ------------------ | ------------ | ------------ | ----------- | ----------- | ------ | ------ |
|                          | Patrick Robelin* | Calédonie ensemble | 778          | 27,39        | 956         | 31,5        | 4      | 14,81  |
|                          | Brigitte El Arbi | CE                 | 720          | 25,35        | 1 007       | 33,18       | 19     | 70,37  |
|                          | Nadir Boufeneche | R-UMP              | 606          | 21,34        | 545         | 17,96       | 2      | 7,41   |
|                          | Julien Boanemoi  | UC-Palika-RDO-UPM  | 506          | 17,82        | 527         | 17,36       | 2      | 7,41   |
|                          | Carlo Bima       | MPC-RPC-MRC        | 230          | 8,1          |             |             |        |        |
|                          |                  |                    |              |              |             |             |        |        |
| Inscrits                 | Inscrits         | Inscrits           | 3 932        | 100,0        | 3 931       | 100,0       |        |        |
| Abstentions              | Abstentions      | Abstentions        | 1 001        | 25,46        | 830         | 21,11       |        |        |
| Votants                  | Votants          | Votants            | 2 931        | 74,54        | 3 101       | 78,89       |        |        |
| Blancs et nuls           | Blancs et nuls   | Blancs et nuls     | 91           | 2,31         | 66          | 1,68        |        |        |
| Exprimés                 | Exprimés         | Exprimés           | 2 840        | 72,23        | 3 035       | 77,21       |        |        |
| * Liste du maire sortant |                  |                    |              |              |             |             |        |        |

- Maire élu : Brigitte El Arbi (CE)

### Canala
- Maire sortant : Gilbert Tyuienon (UC)
- 23 sièges à pourvoir (population légale 2011 : 3 341 habitants)

| Tête de liste            | Tête de liste     | Liste          | Premier tour | Premier tour | Sièges | Sièges |
| Tête de liste            | Tête de liste     | Liste          | Voix         | %            | Sièges | %      |
| ------------------------ | ----------------- | -------------- | ------------ | ------------ | ------ | ------ |
|                          | Gilbert Tyuienon* | UC             | 1 135        | 53,77        | 18     | 78,26  |
|                          | Émile Néchero     | Palika         | 507          | 24,02        | 3      | 13,04  |
|                          | Fabio Jorédié     | FCCI           | 440          | 20,84        | 2      | 8,7    |
|                          | Norbert Cagnon    | DIV            | 29           | 1,37         |        |        |
|                          |                   |                |              |              |        |        |
| Inscrits                 | Inscrits          | Inscrits       | 3 100        | 100,0        |        |        |
| Abstentions              | Abstentions       | Abstentions    | 960          | 30,97        |        |        |
| Votants                  | Votants           | Votants        | 2 140        | 69,03        |        |        |
| Blancs et nuls           | Blancs et nuls    | Blancs et nuls | 29           | 0,94         |        |        |
| Exprimés                 | Exprimés          | Exprimés       | 2 111        | 68,1         |        |        |
| * Liste du maire sortant |                   |                |              |              |        |        |

- Maire élu : Gilbert Tyuienon (UC)

### Dumbéa
- Maire sortant : Georges Naturel  (R-UMP)
- 35 sièges à pourvoir (population légale 2011 : 24 103 habitants)

| Tête de liste            | Tête de liste              | Liste                 | Premier tour | Premier tour | Second tour | Second tour | Sièges | Sièges |
| Tête de liste            | Tête de liste              | Liste                 | Voix         | %            | Voix        | %           | Sièges | %      |
| ------------------------ | -------------------------- | --------------------- | ------------ | ------------ | ----------- | ----------- | ------ | ------ |
|                          | Georges Naturel*           | R-UMP-AE-LMD-MoDem-NC | 3 689        | 37,46        | 4 661       | 46,93       | 26     | 74,29  |
|                          | Bernard Marant             | CE                    | 2 568        | 26,08        | 2 825       | 28,45       | 5      | 14,29  |
|                          | Gil Brial                  | MPC-RPC-MRC           | 1 559        | 15,83        | 1 314       | 13,23       | 2      | 5,71   |
|                          | Muriel Malfar-Gogo         | DVD                   | 1 038        | 10,54        | 1 131       | 11,39       | 2      | 5,71   |
|                          | Aloïsio Sako               | RDO-Palika-UPM-UC-    | 727          | 7,38         |             |             |        |        |
|                          | Hubert « Geoffroy » Alozio | UC diss.-Palika diss. | 267          | 2,71         |             |             |        |        |
|                          |                            |                       |              |              |             |             |        |        |
| Inscrits                 | Inscrits                   | Inscrits              | 15 324       | 100,0        | 15 323      | 100,0       |        |        |
| Abstentions              | Abstentions                | Abstentions           | 5 171        | 33,74        | 5 097       | 33,26       |        |        |
| Votants                  | Votants                    | Votants               | 10 153       | 66,26        | 10 226      | 66,74       |        |        |
| Blancs et nuls           | Blancs et nuls             | Blancs et nuls        | 305          | 1,99         | 295         | 1,93        |        |        |
| Exprimés                 | Exprimés                   | Exprimés              | 9 848        | 64,27        | 9 931       | 64,81       |        |        |
| * Liste du maire sortant |                            |                       |              |              |             |             |        |        |

- Maire élu : Georges Naturel  (R-UMP)

### Farino
- Maire sortant : Ghislaine Arlie (R-UMP)
- 15 sièges à pourvoir (population légale 2011 : 598 habitants)

| Tête de liste            | Tête de liste    | Liste          | Premier tour | Premier tour | Sièges | Sièges |
| Tête de liste            | Tête de liste    | Liste          | Voix         | %            | Sièges | %      |
| ------------------------ | ---------------- | -------------- | ------------ | ------------ | ------ | ------ |
|                          | Régis Roustan    | CE             | 168          | 35,15        | 6      | 40     |
|                          | Jacques Dangio*  | R-UMP          | 149          | 31,17        | 5      | 33,33  |
|                          | Christian Roche* | AE             | 83           | 17,36        | 2      | 13,33  |
|                          | Luté Barbou      | CE diss.       | 78           | 16,32        | 2      | 13,33  |
|                          |                  |                |              |              |        |        |
| Inscrits                 | Inscrits         | Inscrits       | 540          | 100,0        |        |        |
| Abstentions              | Abstentions      | Abstentions    | 47           | 8,7          |        |        |
| Votants                  | Votants          | Votants        | 493          | 91,3         |        |        |
| Blancs et nuls           | Blancs et nuls   | Blancs et nuls | 15           | 2,78         |        |        |
| Exprimés                 | Exprimés         | Exprimés       | 478          | 88,52        |        |        |
| * Liste du maire sortant |                  |                |              |              |        |        |

- Maire élu : Régis Roustan (CE)

### Hienghène
- Maire sortant : Jean-Pierre Djaïwé (Palika)
- 19 sièges à pourvoir (population légale 2011 : 2 399 habitants)

| Tête de liste            | Tête de liste  | Liste                                   | Premier tour | Premier tour | Sièges | Sièges |
| Tête de liste            | Tête de liste  | Liste                                   | Voix         | %            | Sièges | %      |
| ------------------------ | -------------- | --------------------------------------- | ------------ | ------------ | ------ | ------ |
|                          | Daniel Goa     | FLNKS (UC-Parti de libération kanak-UPM | 1 281        | 100          | 19     | 100    |
|                          |                |                                         |              |              |        |        |
| Inscrits                 | Inscrits       | Inscrits                                | 2 147        | 100,0        |        |        |
| Abstentions              | Abstentions    | Abstentions                             | 806          | 37,54        |        |        |
| Votants                  | Votants        | Votants                                 | 1 341        | 62,46        |        |        |
| Blancs et nuls           | Blancs et nuls | Blancs et nuls                          | 60           | 2,79         |        |        |
| Exprimés                 | Exprimés       | Exprimés                                | 1 281        | 59,66        |        |        |
| * Liste du maire sortant |                |                                         |              |              |        |        |

- Maire élu : Daniel Goa (UC)

### Houaïlou
- Maire sortant : Valentine Eurisouké  (Palika)
- 27 sièges à pourvoir (population légale 2011 : 3 945 habitants)

| Tête de liste            | Tête de liste        | Liste          | Premier tour | Premier tour | Second tour | Second tour | Sièges | Sièges |
| Tête de liste            | Tête de liste        | Liste          | Voix         | %            | Voix        | %           | Sièges | %      |
| ------------------------ | -------------------- | -------------- | ------------ | ------------ | ----------- | ----------- | ------ | ------ |
|                          | Francis Euriboa      | SE             | 675          | 32,89        | 1 020       | 43,89       | 6      | 22,22  |
|                          | Pascal Sawa          | UC             | 626          | 30,51        | 1 304       | 56,11       | 11     | 40,74  |
|                          | Valentine Eurisouké* | Palika-UPM     | 389          | 18,96        | 1 304       | 56,11       | 5      | 18,52  |
|                          | Georges Mandaoué     | PT             | 362          | 17,64        | 1 304       | 56,11       | 5      | 18,52  |
|                          |                      |                |              |              |             |             |        |        |
| Inscrits                 | Inscrits             | Inscrits       | 3 297        | 100,0        | 3 297       | 100,0       |        |        |
| Abstentions              | Abstentions          | Abstentions    | 1 192        | 36,15        | 953         | 28,91       |        |        |
| Votants                  | Votants              | Votants        | 2 105        | 63,85        | 2 344       | 71,09       |        |        |
| Blancs et nuls           | Blancs et nuls       | Blancs et nuls | 53           | 1,61         | 20          | 0,61        |        |        |
| Exprimés                 | Exprimés             | Exprimés       | 2 052        | 62,24        | 2 324       | 70,49       |        |        |
| * Liste du maire sortant |                      |                |              |              |             |             |        |        |

- Maire élu : Pascal Sawa (UC)

### Île des Pins
- Maire sortant : Hilarion Vendégou  (R-UMP)
- 19 sièges à pourvoir (population légale 2011 : 1 969 habitants)

| Tête de liste            | Tête de liste       | Liste          | Premier tour | Premier tour | Second tour | Second tour | Sièges | Sièges |
| Tête de liste            | Tête de liste       | Liste          | Voix         | %            | Voix        | %           | Sièges | %      |
| ------------------------ | ------------------- | -------------- | ------------ | ------------ | ----------- | ----------- | ------ | ------ |
|                          | Nicodème Kouathé    | UC             | 400          | 33,56        | 695         | 57,96       | 8      | 42,11  |
|                          | Marie-Hélène Iékawé | Palika         | 304          | 25,5         | 695         | 57,96       | 7      | 36,84  |
|                          | Hilarion Vendégou*  | R-UMP          | 379          | 31,8         | 504         | 42,04       | 4      | 21,05  |
|                          | Mickaël Lémé        | CE             | 109          | 9,14         |             |             |        |        |
|                          |                     |                |              |              |             |             |        |        |
| Inscrits                 | Inscrits            | Inscrits       | 1 581        | 100,0        | 1 581       | 100,0       |        |        |
| Abstentions              | Abstentions         | Abstentions    | 370          | 23,4         | 353         | 22,33       |        |        |
| Votants                  | Votants             | Votants        | 1 211        | 76,6         | 1 228       | 77,67       |        |        |
| Blancs et nuls           | Blancs et nuls      | Blancs et nuls | 19           | 1,2          | 29          | 1,83        |        |        |
| Exprimés                 | Exprimés            | Exprimés       | 1 192        | 75,4         | 1 199       | 75,84       |        |        |
| * Liste du maire sortant |                     |                |              |              |             |             |        |        |

- Maire élu : Sarah Vendégou (UC)

### Kaala-Gomen
- Maire sortant : Alain Levant  ( FCCI)
- 19 sièges à pourvoir (population légale 2011 : 1 931 habitants)

| Tête de liste            | Tête de liste           | Liste          | Premier tour | Premier tour | Second tour | Second tour | Sièges | Sièges |
| Tête de liste            | Tête de liste           | Liste          | Voix         | %            | Voix        | %           | Sièges | %      |
| ------------------------ | ----------------------- | -------------- | ------------ | ------------ | ----------- | ----------- | ------ | ------ |
|                          | Alain Levant*           | FCCI           | 395          | 36,11        | 539         | 45,72       | 4      | 21,05  |
|                          | Hervé Tein-Taouva       | UC             | 337          | 30,8         | 640         | 54,28       | 7      | 36,84  |
|                          | Doriane Poymegna        | Palika-UPM     | 137          | 12,52        | 640         | 54,28       | 3      | 15,79  |
|                          | Vincent Jizdny          | CE             | 88           | 8,04         | 640         | 54,28       | 2      | 10,53  |
|                          | Donald Poygnena         | PT             | 68           | 6,22         | 640         | 54,28       | 3      | 15,79  |
|                          | Aïssa-Diari Teim-Boanou | UC diss.       | 69           | 6,31         |             |             |        |        |
|                          |                         |                |              |              |             |             |        |        |
| Inscrits                 | Inscrits                | Inscrits       | 1 451        | 100,0        | 1 451       | 100,0       |        |        |
| Abstentions              | Abstentions             | Abstentions    | 349          | 24,05        | 261         | 17,99       |        |        |
| Votants                  | Votants                 | Votants        | 1 102        | 75,95        | 1 190       | 82,01       |        |        |
| Blancs et nuls           | Blancs et nuls          | Blancs et nuls | 8            | 0,55         | 11          | 0,76        |        |        |
| Exprimés                 | Exprimés                | Exprimés       | 1 094        | 75,4         | 1 179       | 81,25       |        |        |
| * Liste du maire sortant |                         |                |              |              |             |             |        |        |

- Maire élu : Hervé Tein-Taouva (UC)

### Koné
- Maire sortant : Joseph Goromido  (Palika)
- 29 sièges à pourvoir (population légale 2011 : 5 199 habitants)

| Tête de liste            | Tête de liste    | Liste                       | Premier tour | Premier tour | Sièges | Sièges |
| Tête de liste            | Tête de liste    | Liste                       | Voix         | %            | Sièges | %      |
| ------------------------ | ---------------- | --------------------------- | ------------ | ------------ | ------ | ------ |
|                          | Joseph Goromido* | Palika-UC-UPM-RDO           | 1 380        | 52,63        | 23     | 79,31  |
|                          | Gérard Poadja    | CE-R-UMP-LMD-AE-MPC-RPC-MRC | 741          | 28,26        | 4      | 13,79  |
|                          | Auguste Wabealo  | PT                          | 296          | 11,29        | 1      | 3,45   |
|                          | Patricia Coulon  | FCCI                        | 205          | 7,82         | 1      | 3,45   |
|                          |                  |                             |              |              |        |        |
| Inscrits                 | Inscrits         | Inscrits                    | 3 777        | 100,0        |        |        |
| Abstentions              | Abstentions      | Abstentions                 | 1 093        | 28,94        |        |        |
| Votants                  | Votants          | Votants                     | 2 684        | 71,06        |        |        |
| Blancs et nuls           | Blancs et nuls   | Blancs et nuls              | 62           | 1,64         |        |        |
| Exprimés                 | Exprimés         | Exprimés                    | 2 622        | 69,42        |        |        |
| * Liste du maire sortant |                  |                             |              |              |        |        |

- Maire élu : Joseph Goromido (Palika)

### Kouaoua
- Maire sortant : William Nomai  (Palika)
- 15 sièges à pourvoir (population légale 2011 : 1 345 habitants)

| Tête de liste            | Tête de liste        | Liste          | Premier tour | Premier tour | Second tour | Second tour | Sièges | Sièges |
| Tête de liste            | Tête de liste        | Liste          | Voix         | %            | Voix        | %           | Sièges | %      |
| ------------------------ | -------------------- | -------------- | ------------ | ------------ | ----------- | ----------- | ------ | ------ |
|                          | Alcide Ponga         | R-UMP          | 252          | 31,86        | 287         | 34,29       | 11     | 73,33  |
|                          | Fredy Chagui         | UC-UPM-PT      | 175          | 22,12        | 210         | 25,09       | 2      | 13,33  |
|                          | André Diainon        | Palika         | 157          | 19,85        | 193         | 23,06       | 2      | 13,33  |
|                          | Jean-Pierre Brumoere | CE             | 114          | 14,41        | 76          | 9,08        | 0      | 0      |
|                          | William Nomai*       | Palika diss.   | 93           | 11,76        | 71          | 8,48        | 0      | 0      |
|                          |                      |                |              |              |             |             |        |        |
| Inscrits                 | Inscrits             | Inscrits       | 1 039        | 100,0        | 1 039       | 100,0       |        |        |
| Abstentions              | Abstentions          | Abstentions    | 234          | 22,52        | 185         | 17,81       |        |        |
| Votants                  | Votants              | Votants        | 805          | 77,48        | 854         | 82,19       |        |        |
| Blancs et nuls           | Blancs et nuls       | Blancs et nuls | 14           | 1,35         | 17          | 1,64        |        |        |
| Exprimés                 | Exprimés             | Exprimés       | 791          | 76,13        | 837         | 80,56       |        |        |
| * Liste du maire sortant |                      |                |              |              |             |             |        |        |

- Maire élu : Alcide Ponga (R-UMP)

### Koumac
- Maire sortant : Wilfrid Weiss  (AE)
- 27 sièges à pourvoir (population légale 2011 : 3 690 habitants)

| Tête de liste            | Tête de liste         | Liste          | Premier tour | Premier tour | Second tour | Second tour | Sièges | Sièges |
| Tête de liste            | Tête de liste         | Liste          | Voix         | %            | Voix        | %           | Sièges | %      |
| ------------------------ | --------------------- | -------------- | ------------ | ------------ | ----------- | ----------- | ------ | ------ |
|                          | Wilfrid Weiss*        | AE-R-UMP       | 628          | 33,35        | 993         | 50,79       | 14     | 51,85  |
|                          | Jean-Charles Monefara | UC-Palika      | 434          | 23,05        | 993         | 50,79       | 7      | 25,93  |
|                          | Pierre Delhumeau      | CE             | 585          | 31,07        | 712         | 36,42       | 5      | 18,52  |
|                          | Éric Gravina          | DVD            | 236          | 12,53        | 250         | 12,79       | 1      | 3,7    |
|                          |                       |                |              |              |             |             |        |        |
| Inscrits                 | Inscrits              | Inscrits       | 2 575        | 100,0        | 2 575       | 100,0       |        |        |
| Abstentions              | Abstentions           | Abstentions    | 646          | 25,09        | 581         | 22,56       |        |        |
| Votants                  | Votants               | Votants        | 1 929        | 74,91        | 1 994       | 77,44       |        |        |
| Blancs et nuls           | Blancs et nuls        | Blancs et nuls | 46           | 1,79         | 39          | 1,51        |        |        |
| Exprimés                 | Exprimés              | Exprimés       | 1 883        | 73,13        | 1 955       | 75,92       |        |        |
| * Liste du maire sortant |                       |                |              |              |             |             |        |        |

- Maire élu : Wilfrid Weiss  (AE)

### La Foa
- Maire sortant : Corine Voisin (CE)
- 23 sièges à pourvoir (population légale 2011 : 3 323 habitants)

| Tête de liste            | Tête de liste        | Liste          | Premier tour | Premier tour | Sièges | Sièges |
| Tête de liste            | Tête de liste        | Liste          | Voix         | %            | Sièges | %      |
| ------------------------ | -------------------- | -------------- | ------------ | ------------ | ------ | ------ |
|                          | Corine Voisin*       | CE             | 1 210        | 51,73        | 19     | 82,61  |
|                          | Lionnel Brinon       | AE             | 399          | 17,06        | 2      | 8,7    |
|                          | Louis-José Barbançon | UC-PT          | 321          | 13,72        | 1      | 4,35   |
|                          | Pierre Monefara      | Palika         | 291          | 12,44        | 1      | 4,35   |
|                          | Jean-Paul Paarua     | R-UMP          | 118          | 5,04         |        |        |
|                          |                      |                |              |              |        |        |
| Inscrits                 | Inscrits             | Inscrits       | 2 929        | 100,0        |        |        |
| Abstentions              | Abstentions          | Abstentions    | 538          | 18,37        |        |        |
| Votants                  | Votants              | Votants        | 2 391        | 81,63        |        |        |
| Blancs et nuls           | Blancs et nuls       | Blancs et nuls | 52           | 1,78         |        |        |
| Exprimés                 | Exprimés             | Exprimés       | 2 339        | 79,86        |        |        |
| * Liste du maire sortant |                      |                |              |              |        |        |

- Maire élu : Corine Voisin (CE)

### Lifou
- Maire sortant : Néko Hnepeune  (UC)
- 29 sièges à pourvoir (population légale 2011 : 8 627 habitants)

| Tête de liste            | Tête de liste      | Liste                                    | Premier tour | Premier tour | Sièges | Sièges |
| Tête de liste            | Tête de liste      | Liste                                    | Voix         | %            | Sièges | %      |
| ------------------------ | ------------------ | ---------------------------------------- | ------------ | ------------ | ------ | ------ |
|                          | Robert Xowie*      | UC-Palika-LKS-FDIL-UC Renouveau          |              | 56,56        | 24     | 82,76  |
|                          | Louis Kotra Uregei | PT                                       | 1 361        | 21,3         | 3      | 10,34  |
|                          | Alexandre Elia     | DIV                                      | 785          | 12,28        | 1      | 3,45   |
|                          | Jean-Éric Naxué    | CE-R-UMP-LMD-AE-MoDem-NC-MPC-UMP-RPC-MRC | 511          | 8            | 1      | 3,45   |
|                          | Macate Wenehoua    | UPM                                      | 119          | 1,86         |        |        |
|                          |                    |                                          |              |              |        |        |
| Inscrits                 | Inscrits           | Inscrits                                 | 10 184       | 100,0        |        |        |
| Abstentions              | Abstentions        | Abstentions                              | 3 761        | 36,93        |        |        |
| Votants                  | Votants            | Votants                                  | 6 423        | 63,07        |        |        |
| Blancs et nuls           | Blancs et nuls     | Blancs et nuls                           | 32           | 0,31         |        |        |
| Exprimés                 | Exprimés           | Exprimés                                 | 6 391        | 62,76        |        |        |
| * Liste du maire sortant |                    |                                          |              |              |        |        |

- Maire élu : Robert Xowie (UC)

### Maré
- Maire sortant : Basile Citré  (LKS)
- 29 sièges à pourvoir (population légale 2011 : 5 417 habitants)

| Tête de liste            | Tête de liste                     | Liste                                | Premier tour | Premier tour | Second tour | Second tour | Sièges | Sièges |
| Tête de liste            | Tête de liste                     | Liste                                | Voix         | %            | Voix        | %           | Sièges | %      |
| ------------------------ | --------------------------------- | ------------------------------------ | ------------ | ------------ | ----------- | ----------- | ------ | ------ |
|                          | Basile Citré*                     | LKS                                  | 1 274        | 26,27        | 1 656       | 32,07       | 4      | 13,79  |
|                          | Pierre Ngaiohni                   | UC diss.                             | 928          | 19,13        | 2 067       | 40,03       | 11     | 37,93  |
|                          | Philippe Trimari                  | PT                                   | 608          | 12,54        | 2 067       | 40,03       | 4      | 13,79  |
|                          | Émile Lakoredine                  | Palika                               | 536          | 11,05        | 2 067       | 40,03       | 6      | 20,69  |
|                          | Charles Hnaniene « Nata » Yeiwene | UC                                   | 894          | 18,43        | 1 440       | 27,89       | 2      | 6,9    |
|                          | Alphonse Pujapujane               | PT diss.                             | 479          | 9,88         | 1 440       | 27,89       | 2      | 6,9    |
|                          | Sylvain Tahmumu Uréné             | CE-R-UMP-LMD-AE-MoDem-NC-MPC-RPC-MRC | 131          | 2,7          |             |             |        |        |
|                          |                                   |                                      |              |              |             |             |        |        |
| Inscrits                 | Inscrits                          | Inscrits                             | 6 321        | 100,0        | 6 320       | 100,0       |        |        |
| Abstentions              | Abstentions                       | Abstentions                          | 1 445        | 22,86        | 1 147       | 18,15       |        |        |
| Votants                  | Votants                           | Votants                              | 4 876        | 77,14        | 5 173       | 81,85       |        |        |
| Blancs et nuls           | Blancs et nuls                    | Blancs et nuls                       | 26           | 0,41         | 10          | 0,16        |        |        |
| Exprimés                 | Exprimés                          | Exprimés                             | 4 850        | 76,73        | 5 163       | 81,69       |        |        |
| * Liste du maire sortant |                                   |                                      |              |              |             |             |        |        |

- Maire élu : Pierre Ngaiohni (UC)

### Moindou
- Maire sortant : Léon-Joseph Peyronnet  (CE)
- 15 sièges à pourvoir (population légale 2011 : 704 habitants)

|                          | Léon-Joseph Peyronnet* | CE             | 259 | 43,6  | 8 | 53,33 |  |  |
|                          | Daniel Odino           | Palika-UPM     | 159 | 26,77 | 5 | 33,33 |  |  |
|                          | Philippe Lombardet     | R-UMP-AE       | 82  | 13,8  | 2 | 13,33 |  |  |
|                          | Jean-Marie Hoveureux   | DIV            | 37  | 6,23  |   |       |  |  |
|                          | Franck Sanon           | UC             | 31  | 5,22  |   |       |  |  |
|                          | Gérald Robelin         | MPC-RPC        | 26  | 4,38  |   |       |  |  |
|                          |                        |                |     |       |   |       |  |  |
| Inscrits                 | Inscrits               | Inscrits       | 695 | 100,0 |   |       |  |  |
| Abstentions              | Abstentions            | Abstentions    | 92  | 13,24 |   |       |  |  |
| Votants                  | Votants                | Votants        | 603 | 86,76 |   |       |  |  |
| Blancs et nuls           | Blancs et nuls         | Blancs et nuls | 9   | 1,29  |   |       |  |  |
| Exprimés                 | Exprimés               | Exprimés       | 594 | 85,47 |   |       |  |  |
| * Liste du maire sortant |                        |                |     |       |   |       |  |  |

- Maire élu : Léon-Joseph Peyronnet (CE)

### Le Mont-Dore
- Maire sortant : Éric Gay  (R-UMP)
- 35 sièges à pourvoir (population légale 2011 : 25 683 habitants)

| Tête de liste            | Tête de liste    | Liste                       | Premier tour | Premier tour | Second tour | Second tour | Sièges | Sièges |
| Tête de liste            | Tête de liste    | Liste                       | Voix         | %            | Voix        | %           | Sièges | %      |
| ------------------------ | ---------------- | --------------------------- | ------------ | ------------ | ----------- | ----------- | ------ | ------ |
|                          | Éric Gay*        | R-UMP-AE-LMD-MoDem-NC-FN-NC | 4 815        | 43,34        | 5 636       | 48,64       | 27     | 77,14  |
|                          | Monique Jandot   | CE                          | 3 600        | 32,4         | 4 120       | 35,56       | 6      | 17,14  |
|                          | Jean-Iréné Boano | UC-RDO-PT-DUS               | 1 761        | 15,85        | 1 831       | 15,8        | 2      | 5,71   |
|                          | Chantal Courtot  | RPC-MRC                     | 935          | 8,42         |             |             |        |        |
|                          |                  |                             |              |              |             |             |        |        |
| Inscrits                 | Inscrits         | Inscrits                    | 17 675       | 100,0        | 17 672      | 100,0       |        |        |
| Abstentions              | Abstentions      | Abstentions                 | 6 204        | 35,1         | 5 785       | 32,74       |        |        |
| Votants                  | Votants          | Votants                     | 11 471       | 64,9         | 11 887      | 67,26       |        |        |
| Blancs et nuls           | Blancs et nuls   | Blancs et nuls              | 360          | 2,04         | 300         | 1,7         |        |        |
| Exprimés                 | Exprimés         | Exprimés                    | 11 111       | 62,86        | 11 587      | 65,57       |        |        |
| * Liste du maire sortant |                  |                             |              |              |             |             |        |        |

- Maire élu : Éric Gay  (R-UMP)

### Nouméa
- Maire sortant : Jean Lèques (R-UMP)
- 53 sièges à pourvoir (population légale 2011 : 97 579 habitants)

| Tête de liste            | Tête de liste        | Liste                 | Premier tour | Premier tour | Second tour | Second tour | Sièges | Sièges |
| Tête de liste            | Tête de liste        | Liste                 | Voix         | %            | Voix        | %           | Sièges | %      |
| ------------------------ | -------------------- | --------------------- | ------------ | ------------ | ----------- | ----------- | ------ | ------ |
|                          | Sonia Lagarde        | CE                    | 12 431       | 36,28        | 17 696      | 51,62       | 40     | 75,47  |
|                          | Gaël Yanno           | MPC-RPC-MRC           | 11 875       | 34,66        | 16 588      | 48,38       | 12     | 22,64  |
|                          | Jean-Claude Briault* | R-UMP-AE-LMD-MoDem-NC | 5 284        | 15,42        | 16 588      | 48,38       | 1      | 1,89   |
|                          | Jean-Raymond Postic  | UC-RDO-UPM-DUS-PT-LKS | 2 351        | 6,86         |             |             |        |        |
|                          | Marie-Claude Tjibaou | UC diss.-Palika-PS    | 1 565        | 4,57         |             |             |        |        |
|                          | Bertrand Cherrier    | CP                    | 754          | 2,2          |             |             |        |        |
|                          |                      |                       |              |              |             |             |        |        |
| Inscrits                 | Inscrits             | Inscrits              | 57 503       | 100,0        | 57 506      | 100,0       |        |        |
| Abstentions              | Abstentions          | Abstentions           | 22 503       | 39,13        | 22 137      | 38,5        |        |        |
| Votants                  | Votants              | Votants               | 35 000       | 60,87        | 35 369      | 61,5        |        |        |
| Blancs et nuls           | Blancs et nuls       | Blancs et nuls        | 740          | 1,29         | 1 085       | 1,89        |        |        |
| Exprimés                 | Exprimés             | Exprimés              | 34 260       | 59,58        | 34 284      | 59,62       |        |        |
| * Liste du maire sortant |                      |                       |              |              |             |             |        |        |

- Maire élu : Sonia Lagarde (CE)

### Ouégoa
- Maire sortant : Joël Carnicelli (UC)
- 19 sièges à pourvoir (population légale 2011 : 2 132 habitants)

| Tête de liste            | Tête de liste         | Liste          | Premier tour | Premier tour | Second tour | Second tour | Sièges | Sièges |
| Tête de liste            | Tête de liste         | Liste          | Voix         | %            | Voix        | %           | Sièges | %      |
| ------------------------ | --------------------- | -------------- | ------------ | ------------ | ----------- | ----------- | ------ | ------ |
|                          | Jacques Wahio         | Palika-UPM     | 384          | 28,07        | 757         | 52,32       | 8      | 42,11  |
|                          | François-Xavier Gagne | UC             | 326          | 23,83        | 757         | 52,32       | 7      | 36,84  |
|                          | Joël Carnicelli*      | UC diss.       | 378          | 27,63        | 543         | 37,53       | 3      | 15,79  |
|                          | Fernand Martin        | CE             | 181          | 13,23        | 147         | 10,16       | 1      | 5,26   |
|                          | Sandra Young          | R-UMP          | 99           | 7,24         |             |             |        |        |
|                          |                       |                |              |              |             |             |        |        |
| Inscrits                 | Inscrits              | Inscrits       | 1 951        | 100,0        | 1 951       | 100,0       |        |        |
| Abstentions              | Abstentions           | Abstentions    | 570          | 29,22        | 484         | 24,81       |        |        |
| Votants                  | Votants               | Votants        | 1 381        | 70,78        | 1 467       | 75,19       |        |        |
| Blancs et nuls           | Blancs et nuls        | Blancs et nuls | 13           | 0,67         | 20          | 1,03        |        |        |
| Exprimés                 | Exprimés              | Exprimés       | 1 368        | 70,12        | 1 447       | 74,17       |        |        |
| * Liste du maire sortant |                       |                |              |              |             |             |        |        |

- Maire élu : Jacques Wahio (Palika)

### Ouvéa
- Maire sortant : Maurice Tillewa (UC)
- 23 sièges à pourvoir (population légale 2011 : 3 392 habitants)

| Tête de liste            | Tête de liste    | Liste                                | Premier tour | Premier tour | Second tour | Second tour | Sièges | Sièges |
| Tête de liste            | Tête de liste    | Liste                                | Voix         | %            | Voix        | %           | Sièges | %      |
| ------------------------ | ---------------- | ------------------------------------ | ------------ | ------------ | ----------- | ----------- | ------ | ------ |
|                          | Boniface Ounou   | Palika                               | 1 017        | 35,03        | 1 362       | 40,83       | 17     | 73,91  |
|                          | Maurice Tillewa* | UC                                   | 989          | 34,07        | 1 252       | 37,53       | 4      | 17,39  |
|                          | Simon Loueckhote | R-UMP-LMD-AE-MoDem-NC-CE-MPC-RPC-MRC | 459          | 15,81        | 393         | 11,78       | 1      | 4,35   |
|                          | Cédric Meaou     | PT                                   | 438          | 15,09        | 329         | 9,86        | 1      | 4,35   |
|                          |                  |                                      |              |              |             |             |        |        |
| Inscrits                 | Inscrits         | Inscrits                             | 4 218        | 100,0        | 4 218       | 100,0       |        |        |
| Abstentions              | Abstentions      | Abstentions                          | 1 296        | 30,73        | 872         | 20,67       |        |        |
| Votants                  | Votants          | Votants                              | 2 922        | 69,27        | 3 346       | 79,33       |        |        |
| Blancs et nuls           | Blancs et nuls   | Blancs et nuls                       | 19           | 0,45         | 10          | 0,24        |        |        |
| Exprimés                 | Exprimés         | Exprimés                             | 2 903        | 68,82        | 3 336       | 79,09       |        |        |
| * Liste du maire sortant |                  |                                      |              |              |             |             |        |        |

- Maire élu : Boniface Ounou (Palika)

### Païta
- Maire sortant : Harold Martin (AE)
- 33 sièges à pourvoir (population légale 2011 : 16 358 habitants)

| Tête de liste            | Tête de liste                 | Liste                              | Premier tour | Premier tour | Second tour | Second tour | Sièges | Sièges |
| Tête de liste            | Tête de liste                 | Liste                              | Voix         | %            | Voix        | %           | Sièges | %      |
| ------------------------ | ----------------------------- | ---------------------------------- | ------------ | ------------ | ----------- | ----------- | ------ | ------ |
|                          | Harold Martin*                | Avenir ensemble-R-UMP-LMD-MoDem-NC | 2 671        | 35,35        | 3 757       | 51,98       | 25     | 75,76  |
|                          | Frédéric de Greslan           | CE                                 | 2 026        | 26,82        | 3 471       | 48,02       | 7      | 21,21  |
|                          | Silipeleto « Fiu » Muliakaaka | DVD                                | 635          | 8,41         | 3 471       | 48,02       | 1      | 3,03   |
|                          | Louis Mapou                   | Palika                             | 579          | 7,66         |             |             |        |        |
|                          | Louisa Bréhé                  | MPC-RPC-MRC                        | 571          | 7,56         |             |             |        |        |
|                          | Gérald At-Chee                | UC                                 | 479          | 6,34         |             |             |        |        |
|                          | Bianca Hénin                  | FN                                 | 425          | 5,63         |             |             |        |        |
|                          | Gustave Koindredi             | PT                                 | 169          | 2,24         |             |             |        |        |
|                          |                               |                                    |              |              |             |             |        |        |
| Inscrits                 | Inscrits                      | Inscrits                           | 10 800       | 100,0        | 10 800      | 100,0       |        |        |
| Abstentions              | Abstentions                   | Abstentions                        | 3 112        | 28,81        | 3 317       | 30,71       |        |        |
| Votants                  | Votants                       | Votants                            | 7 688        | 71,19        | 7 483       | 69,29       |        |        |
| Blancs et nuls           | Blancs et nuls                | Blancs et nuls                     | 133          | 1,23         | 255         | 2,36        |        |        |
| Exprimés                 | Exprimés                      | Exprimés                           | 7 555        | 69,95        | 7 228       | 66,93       |        |        |
| * Liste du maire sortant |                               |                                    |              |              |             |             |        |        |

- Maire élu : Harold Martin (AE)

### Poindimié
- Maire sortant : Paul Néaoutyine (Palika)
- 27 sièges à pourvoir (population légale 2011 : 4 818 habitants)

| Tête de liste            | Tête de liste         | Liste             | Premier tour | Premier tour | Sièges | Sièges |
| Tête de liste            | Tête de liste         | Liste             | Voix         | %            | Sièges | %      |
| ------------------------ | --------------------- | ----------------- | ------------ | ------------ | ------ | ------ |
|                          | Paul Néaoutyine*      | Palika-UC-UPM-RDO | 1 591        | 59,92        | 22     | 81,48  |
|                          | Bernard Nénou-Pwataho | CE-R-UMP-AE       | 1 064        | 40,08        | 5      | 18,52  |
|                          |                       |                   |              |              |        |        |
| Inscrits                 | Inscrits              | Inscrits          | 3 892        | 100,0        |        |        |
| Abstentions              | Abstentions           | Abstentions       | 1 166        | 29,96        |        |        |
| Votants                  | Votants               | Votants           | 2 726        | 70,04        |        |        |
| Blancs et nuls           | Blancs et nuls        | Blancs et nuls    | 71           | 1,82         |        |        |
| Exprimés                 | Exprimés              | Exprimés          | 2 655        | 68,22        |        |        |
| * Liste du maire sortant |                       |                   |              |              |        |        |

- Maire élu : Paul Néaoutyine (Palika)

### Ponérihouen
- Maire sortant : André Gopoea  (UPM)
- 19 sièges à pourvoir (population légale 2011 : 2 384 habitants)

| Tête de liste            | Tête de liste                                    | Liste          | Premier tour | Premier tour | Second tour | Second tour | Sièges | Sièges |
| Tête de liste            | Tête de liste                                    | Liste          | Voix         | %            | Voix        | %           | Sièges | %      |
| ------------------------ | ------------------------------------------------ | -------------- | ------------ | ------------ | ----------- | ----------- | ------ | ------ |
|                          | Pierre-Chanel Tutugoro                           | UC-Palika      | 638          | 39,31        | 737         | 42,09       | 14     | 73,68  |
|                          | Hubert Naaoutchoue                               | PT             | 359          | 22,12        | 448         | 25,59       | 2      | 10,53  |
|                          | André Gopoea* (1er tour) / Pouya Meray (2e tour) | UPM            | 318          | 19,59        | 390         | 22,27       | 2      | 10,53  |
|                          | Fabrice Pouye                                    | AE-R-UMP       | 214          | 13,19        | 176         | 10,05       | 1      | 5,26   |
|                          | Astrid Gopoea                                    | Palika diss.   | 94           | 5,79         |             |             |        |        |
|                          |                                                  |                |              |              |             |             |        |        |
| Inscrits                 | Inscrits                                         | Inscrits       | 2 390        | 100,0        | 2 390       | 100,0       |        |        |
| Abstentions              | Abstentions                                      | Abstentions    | 740          | 30,96        | 619         | 25,9        |        |        |
| Votants                  | Votants                                          | Votants        | 1 650        | 69,04        | 1 771       | 74,1        |        |        |
| Blancs et nuls           | Blancs et nuls                                   | Blancs et nuls | 27           | 1,13         | 20          | 0,84        |        |        |
| Exprimés                 | Exprimés                                         | Exprimés       | 1 623        | 67,91        | 1 751       | 73,26       |        |        |
| * Liste du maire sortant |                                                  |                |              |              |             |             |        |        |

- Maire élu : Pierre-Chanel Tutugoro (UC)

### Pouébo
- Maire sortant : Joseph Pada (UC)
- 19 sièges à pourvoir (population légale 2011 : 2 416 habitants)

| Tête de liste            | Tête de liste        | Liste              | Premier tour | Premier tour | Second tour | Second tour | Sièges | Sièges |
| Tête de liste            | Tête de liste        | Liste              | Voix         | %            | Voix        | %           | Sièges | %      |
| ------------------------ | -------------------- | ------------------ | ------------ | ------------ | ----------- | ----------- | ------ | ------ |
|                          | Jean-Baptiste Dalap* | UC                 | 499          | 37,8         | 666         | 46,15       | 14     | 73,68  |
|                          | Rock Doui            | PT                 | 273          | 20,68        | 510         | 35,34       | 2      | 10,53  |
|                          | Jean-Marc Pidjo      | FCCI               | 157          | 11,89        | 510         | 35,34       | 1      | 5,26   |
|                          | Rodrig Tiavouane     | FLNKS-Palika       | 265          | 20,08        | 267         | 18,5        | 2      | 10,53  |
|                          | André-Lucien Pillot  | FLNKS-Palika diss. | 126          | 9,55         |             |             |        |        |
|                          |                      |                    |              |              |             |             |        |        |
| Inscrits                 | Inscrits             | Inscrits           | 2 094        | 100,0        | 2 094       | 100,0       |        |        |
| Abstentions              | Abstentions          | Abstentions        | 760          | 36,29        | 634         | 30,28       |        |        |
| Votants                  | Votants              | Votants            | 1 334        | 63,71        | 1 460       | 69,72       |        |        |
| Blancs et nuls           | Blancs et nuls       | Blancs et nuls     | 14           | 0,67         | 17          | 0,81        |        |        |
| Exprimés                 | Exprimés             | Exprimés           | 1 320        | 63,04        | 1 443       | 68,91       |        |        |
| * Liste du maire sortant |                      |                    |              |              |             |             |        |        |

- Maire élu : Jean-Baptiste Dalap (UC)

### Pouembout
- Maire sortant : Robert « Roby » Courtot (CE)
- 19 sièges à pourvoir (population légale 2011 : 2 078 habitants)

| Tête de liste            | Tête de liste         | Liste          | Premier tour | Premier tour | Second tour | Second tour | Sièges | Sièges |
| Tête de liste            | Tête de liste         | Liste          | Voix         | %            | Voix        | %           | Sièges | %      |
| ------------------------ | --------------------- | -------------- | ------------ | ------------ | ----------- | ----------- | ------ | ------ |
|                          | Robert Courtot*       | CE             | 394          | 40,33        | 463         | 44,01       | 14     | 73,68  |
|                          | Jean-Doui Naouna      | UC diss.       | 326          | 33,37        | 419         | 39,83       | 4      | 21,05  |
|                          | Martine Bertoni       | UC             | 192          | 19,65        | 170         | 16,16       | 1      | 5,26   |
|                          | Marie-Thérèse Péraldi | R-UMP          | 65           | 6,65         |             |             |        |        |
|                          |                       |                |              |              |             |             |        |        |
| Inscrits                 | Inscrits              | Inscrits       | 1 253        | 100,0        | 1 253       | 100,0       |        |        |
| Abstentions              | Abstentions           | Abstentions    | 257          | 20,51        | 192         | 15,32       |        |        |
| Votants                  | Votants               | Votants        | 996          | 79,49        | 1 061       | 84,68       |        |        |
| Blancs et nuls           | Blancs et nuls        | Blancs et nuls | 19           | 1,52         | 9           | 0,72        |        |        |
| Exprimés                 | Exprimés              | Exprimés       | 977          | 77,97        | 1 052       | 83,96       |        |        |
| * Liste du maire sortant |                       |                |              |              |             |             |        |        |

- Maire élu : Robert « Roby » Courtot (CE)

### Poum
- Maire sortant : Henriette Tidjine-Hmae (UC)
- 15 sièges à pourvoir (population légale 2011 : 1 388 habitants)

| Tête de liste            | Tête de liste           | Liste          | Premier tour | Premier tour | Second tour | Second tour | Sièges | Sièges |
| Tête de liste            | Tête de liste           | Liste          | Voix         | %            | Voix        | %           | Sièges | %      |
| ------------------------ | ----------------------- | -------------- | ------------ | ------------ | ----------- | ----------- | ------ | ------ |
|                          | Henriette Tidjine-Hmae* | UC diss.       | 401          | 40,67        | 586         | 57,68       | 9      | 60     |
|                          | René Porou              | UPM diss.      | 175          | 17,75        | 586         | 57,68       | 3      | 20     |
|                          | Jean Vara               | UC-Palika-UPM  | 253          | 25,66        | 430         | 42,32       | 3      | 20     |
|                          | Odilon Houri            | PT             | 157          | 15,92        | 430         | 42,32       | 0      | 0      |
|                          |                         |                |              |              |             |             |        |        |
| Inscrits                 | Inscrits                | Inscrits       | 1 230        | 100,0        | 1 230       | 100,0       |        |        |
| Abstentions              | Abstentions             | Abstentions    | 231          | 18,78        | 209         | 16,99       |        |        |
| Votants                  | Votants                 | Votants        | 999          | 81,22        | 1 021       | 83,01       |        |        |
| Blancs et nuls           | Blancs et nuls          | Blancs et nuls | 13           | 1,06         | 5           | 0,41        |        |        |
| Exprimés                 | Exprimés                | Exprimés       | 986          | 80,16        | 1 016       | 82,6        |        |        |
| * Liste du maire sortant |                         |                |              |              |             |             |        |        |

- Maire élu : Henriette Tidjine-Hmae (UC)

### Poya
- Maire sortant : François-Joseph Méandu-Poveu (UC)
- 23 sièges à pourvoir (population légale 2011 : 2 648 habitants)

| Tête de liste            | Tête de liste                 | Liste               | Premier tour | Premier tour | Second tour | Second tour | Sièges | Sièges |
| Tête de liste            | Tête de liste                 | Liste               | Voix         | %            | Voix        | %           | Sièges | %      |
| ------------------------ | ----------------------------- | ------------------- | ------------ | ------------ | ----------- | ----------- | ------ | ------ |
|                          | Yasmina Metzdorf              | CE-R-UMP-AE-MPC-RPC | 614          | 39,01        | 738         | 43,16       | 17     | 73,91  |
|                          | François-Joseph Méandu-Poveu* | UC                  | 416          | 26,43        | 630         | 36,84       | 3      | 13,04  |
|                          | Guy Meureureu-Goin            | UPM                 | 205          | 13,02        | 630         | 36,84       | 1      | 4,35   |
|                          | Isaac Meandu-Poveu            | Palika              | 339          | 21,54        | 342         | 20          | 2      | 8,7    |
|                          |                               |                     |              |              |             |             |        |        |
| Inscrits                 | Inscrits                      | Inscrits            | 2 159        | 100,0        | 2 159       | 100,0       |        |        |
| Abstentions              | Abstentions                   | Abstentions         | 552          | 25,57        | 426         | 19,73       |        |        |
| Votants                  | Votants                       | Votants             | 1 607        | 74,43        | 1 733       | 80,27       |        |        |
| Blancs et nuls           | Blancs et nuls                | Blancs et nuls      | 33           | 1,53         | 23          | 1,07        |        |        |
| Exprimés                 | Exprimés                      | Exprimés            | 1 574        | 72,9         | 1 710       | 79,2        |        |        |
| * Liste du maire sortant |                               |                     |              |              |             |             |        |        |

- Maire élu : Yasmina Metzdorf (CE)

### Sarraméa
- Maire sortant : Prisca Holéro (UC)
- 15 sièges à pourvoir (population légale 2011 : 636 habitants)

| Tête de liste            | Tête de liste         | Liste          | Premier tour | Premier tour | Sièges | Sièges |
| Tête de liste            | Tête de liste         | Liste          | Voix         | %            | Sièges | %      |
| ------------------------ | --------------------- | -------------- | ------------ | ------------ | ------ | ------ |
|                          | Prisca Holéro*        | UC-Palika      | 153          | 38,15        | 6      | 40     |
|                          | Alexandre Némébreux   | CE             | 115          | 28,68        | 4      | 26,67  |
|                          | Jean-Charles Moglia   | MPC            | 80           | 19,95        | 3      | 20     |
|                          | Franck-Gérald Bonnard | PT             | 53           | 13,22        | 2      | 13,33  |
|                          |                       |                |              |              |        |        |
| Inscrits                 | Inscrits              | Inscrits       | 481          | 100,0        |        |        |
| Abstentions              | Abstentions           | Abstentions    | 72           | 14,97        |        |        |
| Votants                  | Votants               | Votants        | 409          | 85,03        |        |        |
| Blancs et nuls           | Blancs et nuls        | Blancs et nuls | 8            | 1,66         |        |        |
| Exprimés                 | Exprimés              | Exprimés       | 401          | 83,37        |        |        |
| * Liste du maire sortant |                       |                |              |              |        |        |

- Maire élu : Alexandre Némébreux (CE)

### Thio
- Maire sortant : Thierry Song (CE)
- 23 sièges à pourvoir (population légale 2011 : 2 629 habitants)

| Tête de liste            | Tête de liste      | Liste          | Premier tour | Premier tour | Sièges | Sièges |
| Tête de liste            | Tête de liste      | Liste          | Voix         | %            | Sièges | %      |
| ------------------------ | ------------------ | -------------- | ------------ | ------------ | ------ | ------ |
|                          | Jean-Patrick Toura | UC-Palika      | 708          | 54,71        | 18     | 78,26  |
|                          | Jean-Yves Maléjac  | AE-R-UMP diss. | 229          | 17,7         | 2      | 8,7    |
|                          | Odette Pascal      | UPM            | 223          | 17,23        | 2      | 8,7    |
|                          | Christian Bull     | R-UMP          | 134          | 10,36        | 1      | 4,35   |
|                          |                    |                |              |              |        |        |
| Inscrits                 | Inscrits           | Inscrits       | 1 986        | 100,0        |        |        |
| Abstentions              | Abstentions        | Abstentions    | 654          | 32,93        |        |        |
| Votants                  | Votants            | Votants        | 1 332        | 67,07        |        |        |
| Blancs et nuls           | Blancs et nuls     | Blancs et nuls | 38           | 1,91         |        |        |
| Exprimés                 | Exprimés           | Exprimés       | 1 294        | 65,16        |        |        |
| * Liste du maire sortant |                    |                |              |              |        |        |

- Maire élu : Jean-Patrick Toura (UC)

### Touho
- Maire sortant : Alphonse Poinine (Palika)
- 19 sièges à pourvoir (population légale 2011 : 2 247 habitants)

| Tête de liste            | Tête de liste     | Liste          | Premier tour | Premier tour | Second tour | Second tour | Sièges | Sièges |
| Tête de liste            | Tête de liste     | Liste          | Voix         | %            | Voix        | %           | Sièges | %      |
| ------------------------ | ----------------- | -------------- | ------------ | ------------ | ----------- | ----------- | ------ | ------ |
|                          | Alphonse Poinine* | Palika         | 597          | 48,11        | 642         | 46,39       | 14     | 73,68  |
|                          | Sylvain Néa       | R-UMP-CE       | 359          | 28,93        | 451         | 32,59       | 3      | 15,79  |
|                          | Daniel Poigoune   | Palika diss.   | 285          | 22,97        | 291         | 21,03       | 2      | 10,53  |
|                          |                   |                |              |              |             |             |        |        |
| Inscrits                 | Inscrits          | Inscrits       | 1 833        | 100,0        | 1 833       | 100,0       |        |        |
| Abstentions              | Abstentions       | Abstentions    | 562          | 30,66        | 429         | 23,4        |        |        |
| Votants                  | Votants           | Votants        | 1 271        | 69,34        | 1 404       | 76,6        |        |        |
| Blancs et nuls           | Blancs et nuls    | Blancs et nuls | 30           | 1,64         | 20          | 1,09        |        |        |
| Exprimés                 | Exprimés          | Exprimés       | 1 241        | 67,7         | 1 384       | 75,5        |        |        |
| * Liste du maire sortant |                   |                |              |              |             |             |        |        |

- Maire élu : Alphonse Poinine (Palika)

### Voh
- Maire sortant : Guigui Dounehote (Palika)
- 19 sièges à pourvoir (population légale 2011 : 2 408 habitants)

| Tête de liste            | Tête de liste     | Liste          | Premier tour | Premier tour | Second tour | Second tour | Sièges | Sièges |
| Tête de liste            | Tête de liste     | Liste          | Voix         | %            | Voix        | %           | Sièges | %      |
| ------------------------ | ----------------- | -------------- | ------------ | ------------ | ----------- | ----------- | ------ | ------ |
|                          | Guigui Dounehote* | Palika-UPM     | 644          | 43,11        | 755         | 45,21       | 14     | 73,68  |
|                          | Rose Vaialimoa    | PT             | 570          | 38,15        | 679         | 40,66       | 4      | 21,05  |
|                          | Jean-Luc Chenu    | R-UMP          | 280          | 18,74        | 236         | 14,13       | 1      | 5,26   |
|                          |                   |                |              |              |             |             |        |        |
| Inscrits                 | Inscrits          | Inscrits       | 2 133        | 100,0        | 2 131       | 100,0       |        |        |
| Abstentions              | Abstentions       | Abstentions    | 594          | 27,85        | 428         | 20,08       |        |        |
| Votants                  | Votants           | Votants        | 1 539        | 72,15        | 1 703       | 79,92       |        |        |
| Blancs et nuls           | Blancs et nuls    | Blancs et nuls | 45           | 2,11         | 33          | 1,55        |        |        |
| Exprimés                 | Exprimés          | Exprimés       | 1 494        | 70,04        | 1 670       | 78,37       |        |        |
| * Liste du maire sortant |                   |                |              |              |             |             |        |        |

- Maire élu : Guigui Dounehote (Palika)

### Yaté
- Maire sortant : Étienne Ouetcho (PT)
- 19 sièges à pourvoir (population légale 2011 : 1 881 habitants)

| Tête de liste            | Tête de liste         | Liste          | Premier tour | Premier tour | Second tour | Second tour | Sièges | Sièges |
| Tête de liste            | Tête de liste         | Liste          | Voix         | %            | Voix        | %           | Sièges | %      |
| ------------------------ | --------------------- | -------------- | ------------ | ------------ | ----------- | ----------- | ------ | ------ |
|                          | Adolphe Digoué        | Palika         | 491          | 38,81        | 578         | 44,46       | 15     | 78,95  |
|                          | Éliane Ouetcho-Attiti | CE             | 208          | 16,44        | 286         | 22          | 2      | 10,53  |
|                          | André Vama*           | PT             | 195          | 15,42        | 213         | 16,38       | 1      | 5,26   |
|                          | Roger Tara            | UPM            | 181          | 14,31        | 223         | 17,15       | 1      | 5,26   |
|                          | Nicolas Kourevi       | R-UMP          | 105          | 8,3          |             |             |        |        |
|                          | Julien Gouetcha       | PT             | 85           | 6,72         |             |             |        |        |
|                          |                       |                |              |              |             |             |        |        |
| Inscrits                 | Inscrits              | Inscrits       | 1 595        | 100,0        | 1 596       | 100,0       |        |        |
| Abstentions              | Abstentions           | Abstentions    | 326          | 20,44        | 290         | 18,17       |        |        |
| Votants                  | Votants               | Votants        | 1 269        | 79,56        | 1 306       | 81,83       |        |        |
| Blancs et nuls           | Blancs et nuls        | Blancs et nuls | 4            | 0,25         | 6           | 0,38        |        |        |
| Exprimés                 | Exprimés              | Exprimés       | 1 265        | 79,31        | 1 300       | 81,45       |        |        |
| * Liste du maire sortant |                       |                |              |              |             |             |        |        |

- Maire élu : Adolphe Digoué (Palika)